# النقب الشمالي

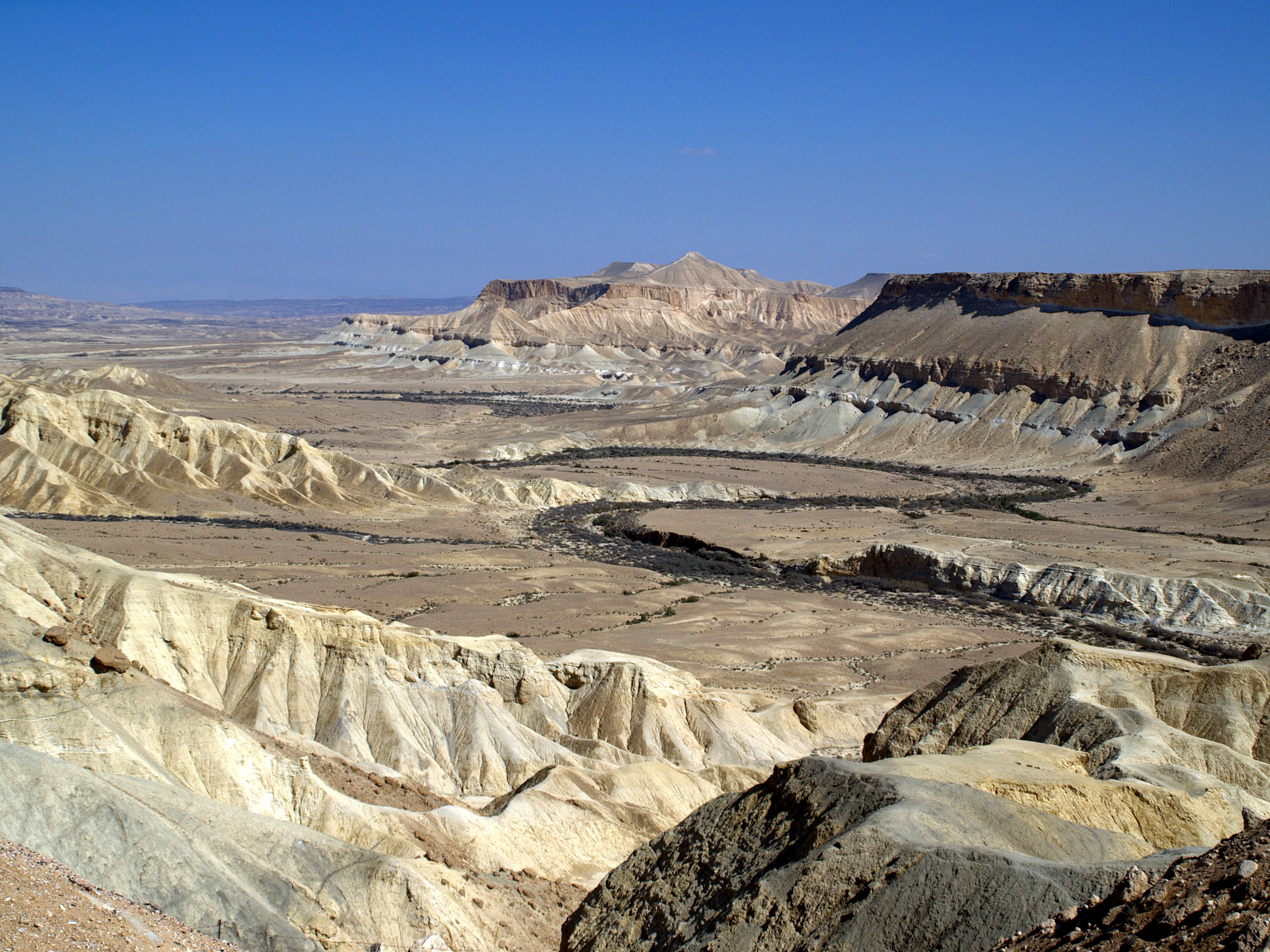
وادي في صحراء النقب

النقب الشمالي هو منطقة صحراوية في جنوب فلسطين/إسرائيل، يتكون من سهول ومرتفعات، وفي القسم الغربي لهذه المنطقة يقع السهل الساحلي للنقب وهو خاضع للسلطة الفلسطينية (بحر غزة) وعند خط الشاطئ تتواجد كثبان ومساحات رملية مستوية.
من النقب الشمالي باتجاه جبال الخليل تتكون المرتفعات ويصل ارتفاعها إلى 300م. وفي الوسط من هذه المنطقة يقع سهل بئر السبع وعراد.
ويخترق أراضي النقب الشمالي وادي الحسي (شكما) ووادي غزة (بسور) ويصبان في البحر الأبيض المتوسط ويقومان بجرف تربة اللس

التي تطورت بهذه المنطقة مما يؤدي لتكون منظر التقطيعات.

في القسم الجنوبي لهذه المنطقة تقع الأراضي الرملية الواسعة للنقب وتسمى رمال الخلصة (حلوتسا) وهي الكبرى فيها، وتعتبر استمراراً لرمال شمال سيناء.

## هوامش
1. ↑  تربة اللس: هي تربة طرية يسهل تفتتها تطورت في النقب الشمالي
2. ↑  منظر التقطيعات: هو منظر متقطع فيه قنوات كثيرة متراصة وتكون إثر جرف وتفتت تربة اللس التي جرفت بواسطة الأودية التي كانت في طريقها لتصب في البحر الأبيض المتوسط